# 로스 트레스 디아망테스
로스 트레스 디아망테스(스페인어: Los Tres Diamantes)는 멕시코의 음악 그룹이다. 1950년 전후로 활동하였으며, 멤버는 발족 이후 엔리케 케사다, 구스타보 프라도, 사우로 세다노로 구성되었다. 결성 직후부터 잇달아 인기 음반을 내어 멕시코의 독특한 현대적 가곡으로의 볼레로 창법을 확립하였다. 탑 보이스의 케사다는 보기 드문 투명한 미성을 지니고 있으며, 레킨토의 세다노는 탁월한 기교와 예민한 음악적 감각이 넘쳐흐르고 이러한 재능을 종합하는 구실을 맡는 프라도는 착실한 리듬감과 뛰어난 멕시코 적 감각을 갖추었다. 이들은 멕시코의 수많은 트리오 가운데에서도 명실공히 최고의 존재이다.